# Kyzyl-Oziok
Kızıl-Özök
Kyzyl-Oziok (en russe : Кызыл-Озёк, en altaï méridional : Кызыл-Ӧзӧк, Kızıl-Özök) est un village du raïon de Maïma de la république de l'Altaï, en Russie sibérienne. Il fait partie de l'établissement rural de Kyzyl-Oziok, dont il est le chef-lieu, et sa population s'élevait à 4 513 habitants au recensement de 2021.

## Géographie

### Situation
Le village de Kyzyl-Oziok se situe dans la république de l'Altaï, une république de Sibérie méridionale, en Russie. Il fait partie du district fédéral sibérien. Le village fait partie du raïon de Maïma, le raïon de la république le plus au sud-ouest, qui compte 25 localités, avec Maïma comme centre administratif.
Il fait partie de l'établissement rural de Kyzyl-Oziok, une municipalité, dont il est le chef-lieu,.
Kyzyl-Oziok, comme toute la république de l'Altaï, est située dans le fuseau horaire MSK+4 (heure de Krasnoïarsk). Le décalage horaire appliqué par rapport au temps universel coordonné est +07:00.

### Climat
| Mois                                  | jan.       | fév.       | mars       | avril      | mai        | juin      | jui.      | août      | sep.      | oct.       | nov.       | déc.       | année      |
| ------------------------------------- | ---------- | ---------- | ---------- | ---------- | ---------- | --------- | --------- | --------- | --------- | ---------- | ---------- | ---------- | ---------- |
| Température minimale moyenne (°C)     | −20,5      | −19,5      | −13,1      | −3         | 4,4        | 9,6       | 12,2      | 10,1      | 4,5       | −1,5       | −11,4      | −18,1      | −3,8       |
| Température moyenne (°C)              | −15,1      | −13,7      | −7,1       | 3          | 11,5       | 16,6      | 18,6      | 16        | 10,2      | 3,3        | −6,5       | −12,7      | 2,1        |
| Température maximale moyenne (°C)     | −7,9       | −5,8       | 0,4        | 10,7       | 19,5       | 24        | 25,6      | 23,4      | 18,2      | 10,8       | 0,1        | −6,3       | 9,5        |
| Record de froid (°C) date du record   | −46,4 1969 | −43,9 1931 | −36,3 1971 | −31,5 1964 | −15,1 1931 | −2 1933   | 2,6 1988  | −1 1967   | −8,3 1969 | −24,7 1987 | −42,8 1952 | −48,6 1938 | −48,6 1938 |
| Record de chaleur (°C) date du record | 13,5 1983  | 15,2 2002  | 25,3 1989  | 33,6 2020  | 36,1 1980  | 37,5 1977 | 39,6 1992 | 39,6 2002 | 36,4 2022 | 29,8 2015  | 24 2017    | 16,5 1955  | 39,6 2002  |
| Ensoleillement (h)                    | 85         | 116        | 173        | 192        | 241        | 265       | 276       | 233       | 174       | 115        | 78         | 68         | 2 016      |
| Précipitations (mm)                   | 21,5       | 21,1       | 28,4       | 52,2       | 75,3       | 99,5      | 108,5     | 99        | 72,6      | 61,3       | 49         | 36,1       | 724,7      |
| Nombre de jours avec précipitations   | 10,6       | 10         | 11,6       | 12,7       | 13,9       | 14,6      | 15,9      | 15,8      | 14        | 13,4       | 13,7       | 13,3       | 159,4      |
| Nombre de jours avec neige            | 2,2        | 1,8        | 1,6        | 0,5        | 0          | 0         | 0         | 0         | 0         | 0,6        | 2,6        | 3,8        | 13,1       |

| Diagramme climatique                                  |               |              |            |             |           |               |            |             |              |            |               |
| J                                                     | F             | M            | A          | M           | J         | J             | A          | S           | O            | N          | D             |
| −7,9−20,521,5                                         | −5,8−19,521,1 | 0,4−13,128,4 | 10,7−352,2 | 19,54,475,3 | 249,699,5 | 25,612,2108,5 | 23,410,199 | 18,24,572,6 | 10,8−1,561,3 | 0,1−11,449 | −6,3−18,136,1 |
| Moyennes : • Temp. maxi et mini °C • Précipitation mm |               |              |            |             |           |               |            |             |              |            |               |

## Démographie
Recensements (*) et estimations de la population,,,
:
| 2002* | 2010* | 2012  | 2013  |
| ----- | ----- | ----- | ----- |
| 3 199 | 4 052 | 4 147 | 4 242 |

| 2014  | 2015  | 2016  | 2021* |
| ----- | ----- | ----- | ----- |
| 4 443 | 4 624 | 4 766 | 4 513 |

Concernant les ethnies, en 2002, sur les 3 199 habitants, il y avait 85 % de Russes,,,
.